# Birkelane (Département)

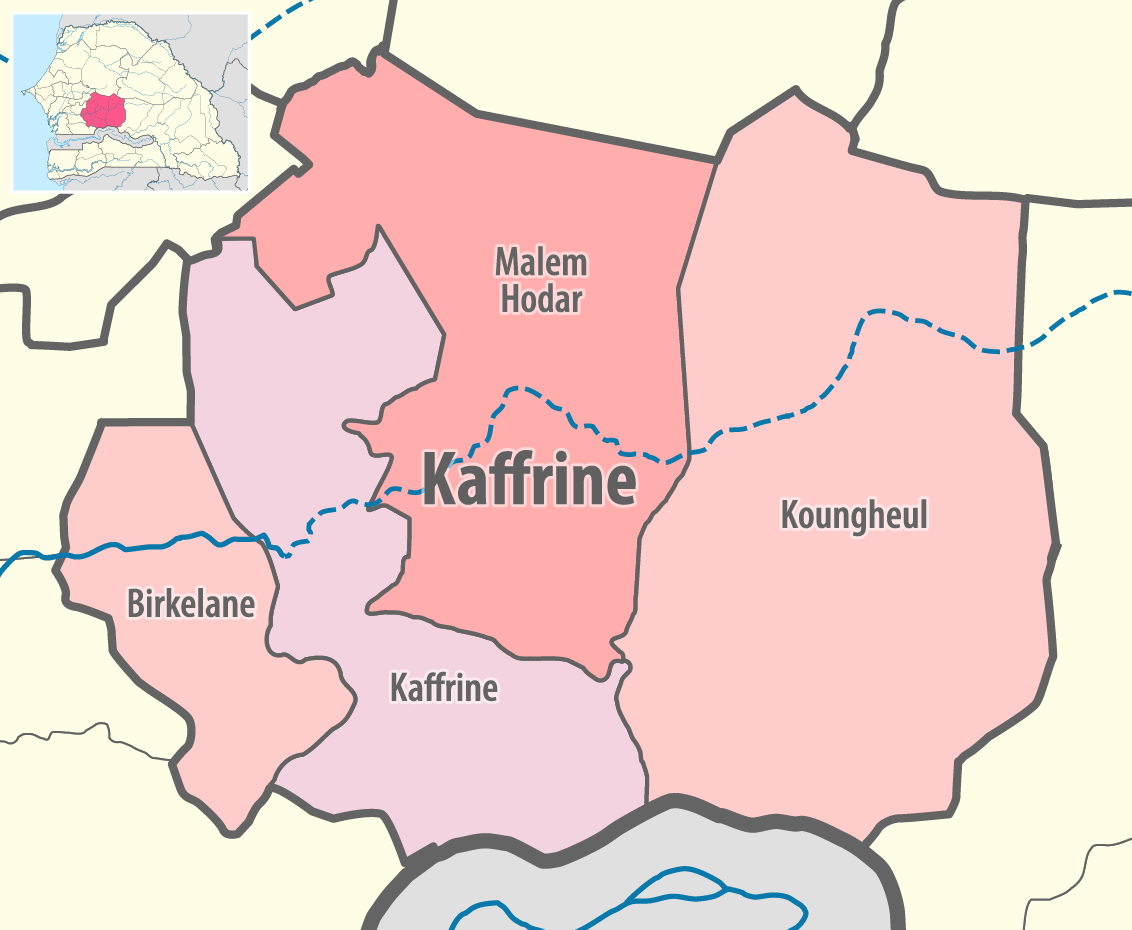
Département Birkelane in der Region Kaffrine

Das Département Birkelane ist eines von 45 Départements, in die der Senegal, und eines von vier Départements, in die die Region Kaffrine gegliedert ist. Es liegt im zentralen Senegal mit der Hauptstadt Birkelane.
Das Département hat eine Fläche von 1122 km² und gliedert sich wie folgt in Arrondissements, Kommunen (Communes) und Landgemeinden (Communautés rurales):
| Commune / Arrondissement | Communauté rurale | Einwohner 2013 |
| Birkelane                | —                 | 7.011          |
| Keur Mboucki             | Keur Mboucki      | 10.139         |
| Keur Mboucki             | Touba Mbella      | 9.922          |
| Keur Mboucki             | Diamal            | 10.250         |
| Mabo                     | Mabo              | 25.208         |
| Mabo                     | Ndiognick         | 29.776         |
| Mabo                     | Mbeuleup          | 4.179          |
| Mabo                     | Ségré-Gatta       | 4.730          |
| Département              | —                 | 101.217        |